# آل امرصاص (لودر)

تعديل مصدري - تعديل

آل امرصاص هي إحدى قرى عزلة زارة بمديرية لودر التابعة لمحافظة أبين، بلغ تعداد سكانها 472 نسمة حسب تعداد اليمن لعام 2004.